# Motorradsternfahrt Kulmbach
Die Motorradsternfahrt nach Kulmbach ist das größte Motorradtreffen Süddeutschlands. Die Veranstaltung ist eine vom Bayerischen Staatsministerium des Innern, für Sport und Integration, der oberfränkischen Polizei und dem Landesverband Bayerischer Fahrlehrer mit Unterstützung der Stadt Kulmbach, der Kulmbacher Brauerei und Rock Antenne, unter dem Motto Ankommen statt umkommen initiierte Präventionsveranstaltung, die seit 2001 jedes Jahr in Kulmbach stattfindet. Die nächste Sternfahrt findet am 26. und 27. April 2025 statt.

## Geschichte
Die Idee, eine Veranstaltung unter das Motto Verkehrssicherheit zu stellen, entstand im Jahr 1999. An der ersten Veranstaltung im Jahr 2000 in Pegnitz nahmen 1.000 oberfränkische Motorradfahrer und Besucher teil. Den Verantwortlichen des Polizeipräsidiums Oberfranken und dem Landesverband Bayerischer Fahrlehrer wurde damit bewusst, dass eine Veranstaltung mit einem derartigen Hintergrund ausbaufähig war. Der Anstoß kam ein Jahr später, im „Jahr der Verkehrssicherheit 2000“ vom Bayerischen Staatsministerium. Alle Bayerischen Polizeipräsidien wurden aufgefordert, eine bayernweite Verkehrssicherheits-Veranstaltung für Motorradfahrer zu konzipieren. Oberfranken konnte hier bereits auf erste Erfahrungen in Pegnitz verweisen und legte ein Konzept vor. Mit der Kulmbacher Brauerei und der Stadt Kulmbach wurden Partner gefunden und es entstand eine dauerhafte Kooperation.

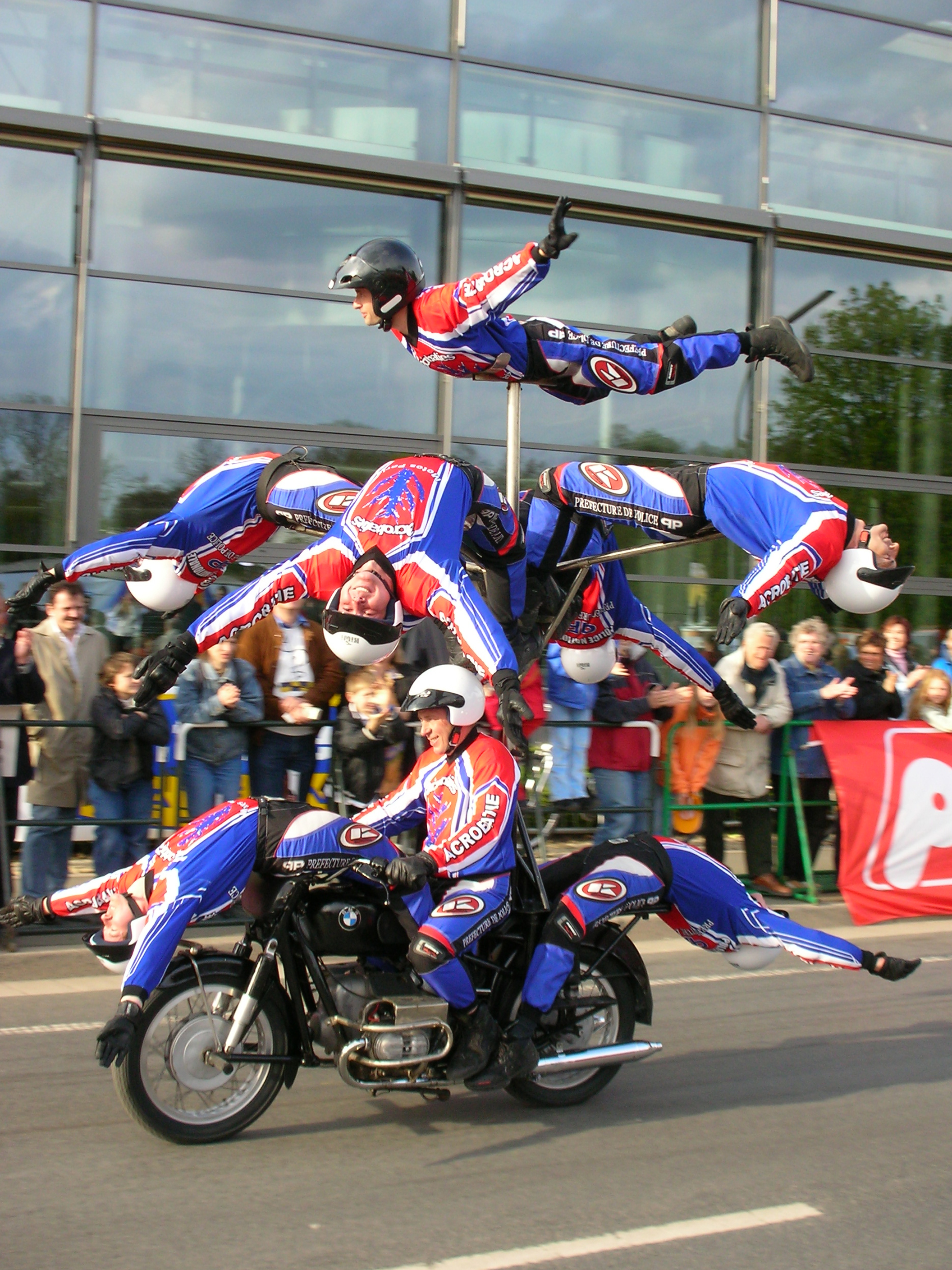
Motorradstaffel der Pariser Polizei

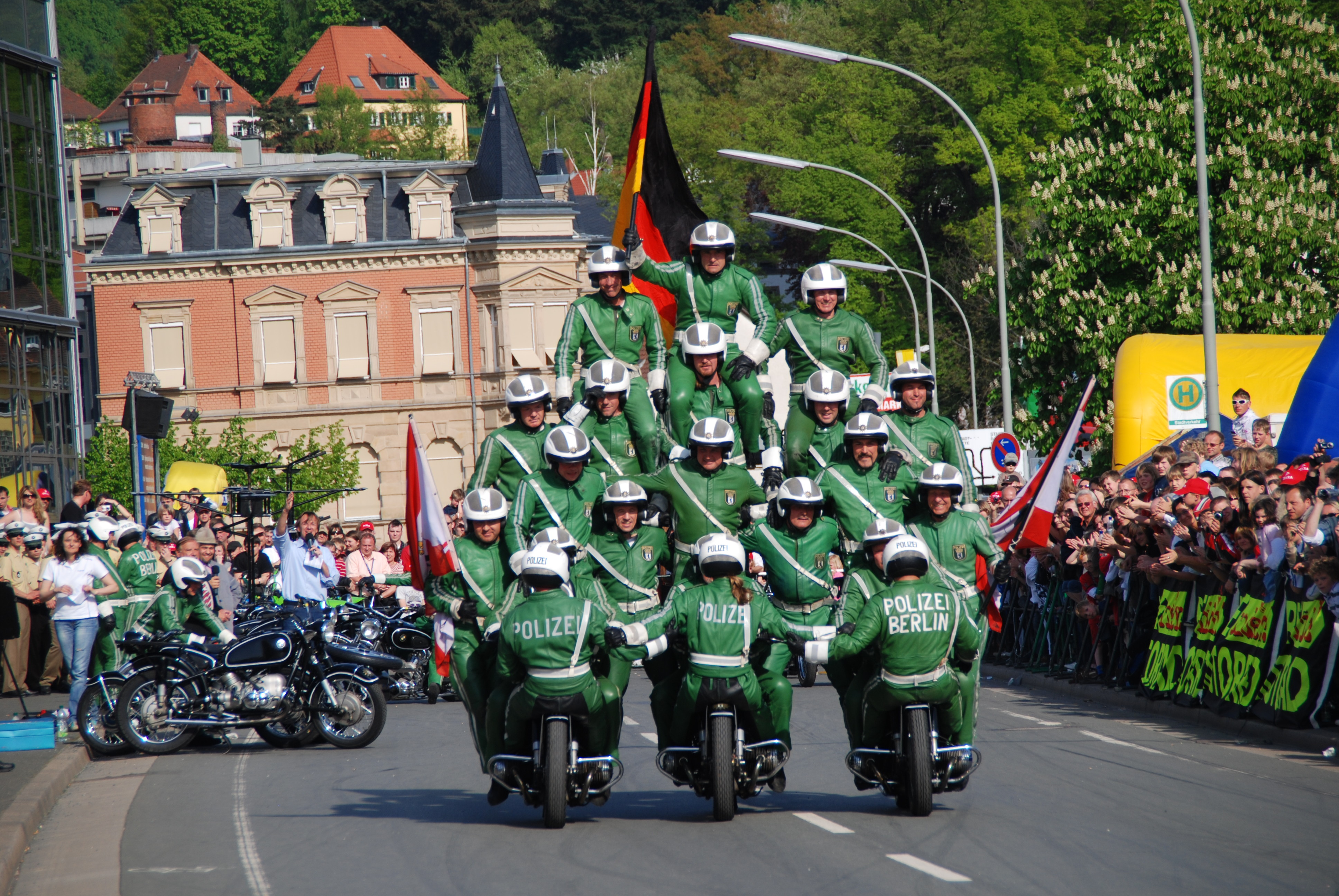
Motorradsternfahrt – Motorradstaffel Berlin

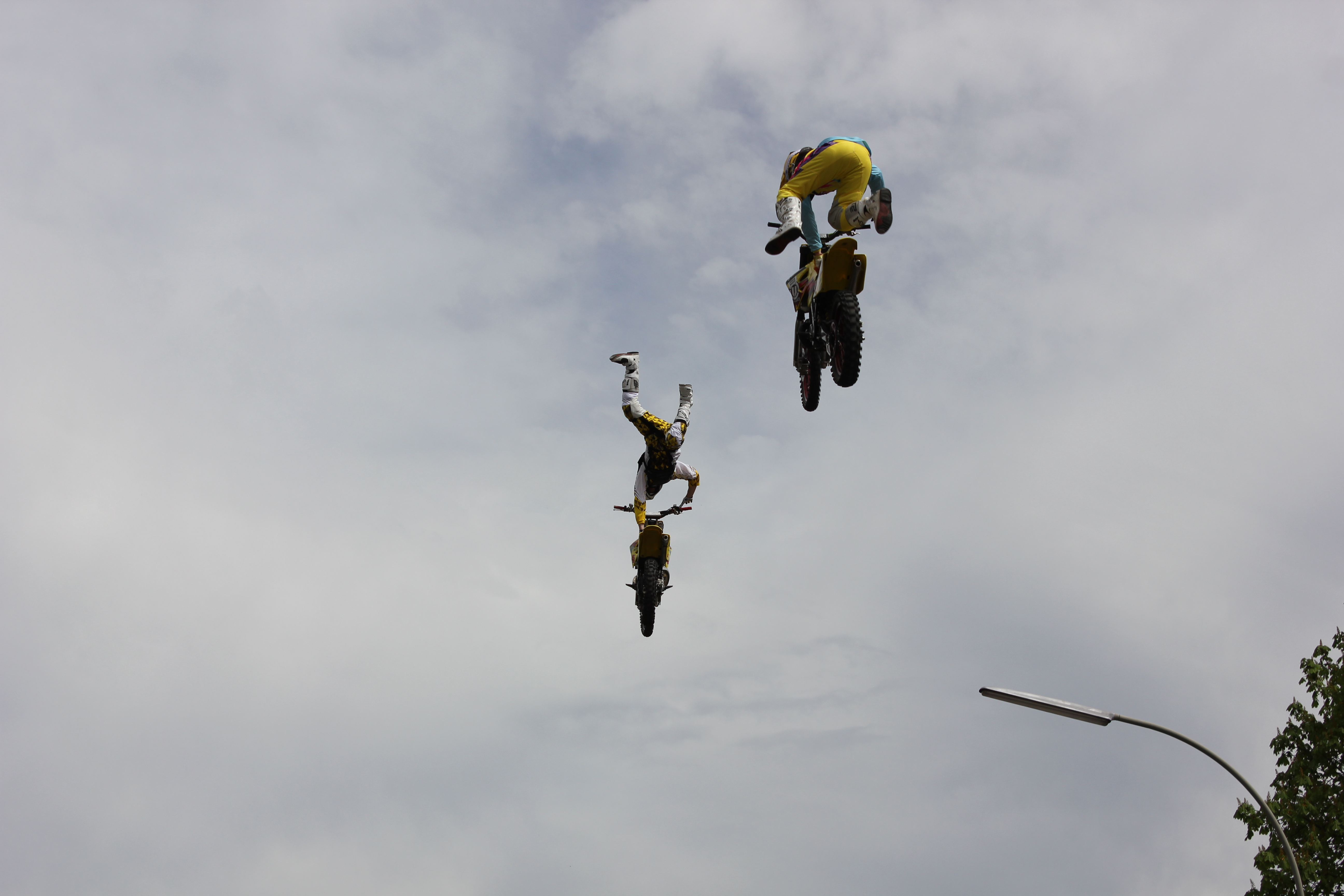
Freestyler

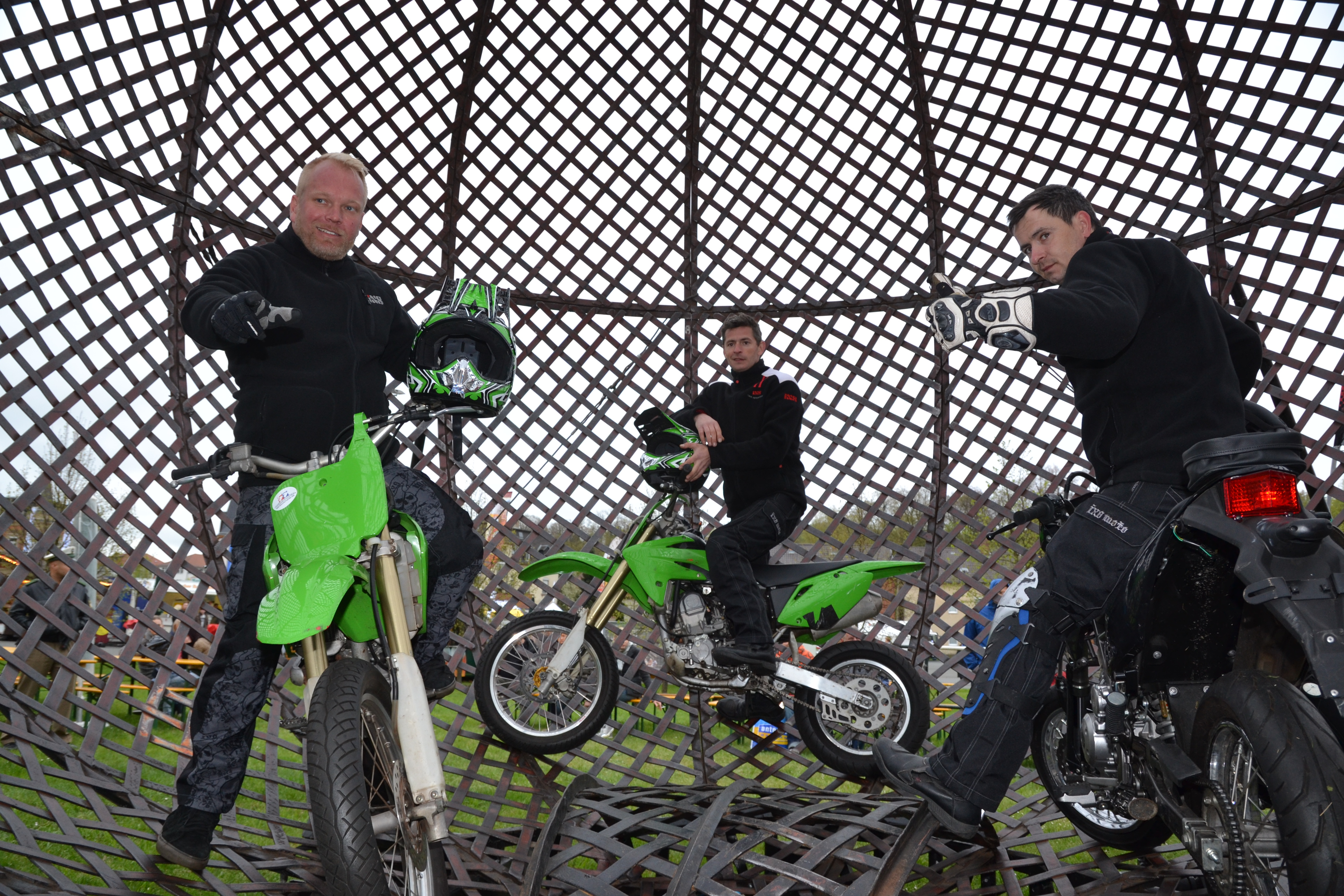
„Globe of Speed“

Seit dem Jahr 2001 findet die Motorradsternfahrt Ende April in Kulmbach statt, immer mit der Zielsetzung, das Unfallaufkommen im Verkehr mit Motorrädern zu minimieren. Das verantwortungsvolle Verhalten und der Verzicht von Alkohol im Straßenverkehr stehen im Fokus der Veranstaltung. Aus der ursprünglichen Ein-Tages-Veranstaltung mit Sicherheitsmesse, Ausfahrt, Fahrsicherheitstraining in ganz Bayern und Motorradkonvoi ist mittlerweile ein Biker-Event über zwei Tage geworden. So wuchs die Veranstaltung von zunächst 5.000 Motorradfahrern und Besuchern im Jahr 2001 auf mittlerweile 40.000 Gäste.
Regelmäßig nehmen auch Polizeibeamte aus verschiedenen europäischen Ländern mit ihren Dienstmotorrädern an der Sternfahrt teil.
Das Angebot in der Verkehrssicherheits- und Verkaufsmesse wurde im Laufe der Jahre ebenso vergrößert wie das Rahmenprogramm.
2006 und 2007 war eine 13-köpfige Motorradstaffel der Pariser Polizei mit einer Motorrad-Akkrobatikshow zu Gast. Gezeigt wurden Figuren, die Namen wie „Tulpe“ oder „Regenschirm“ trugen. Auch bei verschiedenen Stuntshows wurde die Wichtigkeit von Verkehrssicherheitstrainings demonstriert.
2008 und 2009 zeigte die Motorradstaffel der Berliner Polizei Motorradakrobatik auf zwei Rädern, die jedoch Spezialisten auf abgesperrten Strecken vorbehalten sein sollte.
2010, 2011 und 2012 zeigten Freestyler Fahrzeugbeherrschung in Perfektion. Gleichzeitig diente die Show zur Demonstration der Wirkungskräfte einer Maschine und zeigte, welche Beherrschung diese von jedem Fahrer fordert.
2013 und 2014 fuhren bis zu drei junge Männer um Alex Ramien in der Todeskugel „Globe of Speed“.
2015 demonstrierte die Artistengruppe Geschwister Weisheit eine Hochseil-Motorrad-Akrobatikshow in Perfektion. Zahlreiche Zuschauer verfolgten an beiden Veranstaltungstagen gespannt die beeindruckenden Vorführungen hoch über den Köpfen auf dem Gelände der Kulmbacher Brauerei. Mit Nader Rahy, Andreas Kümmert und Sharron Levy kamen gleich drei „The Voice of Germany“-Stars zum größten Biker-Event Süddeutschlands. Headliner war die Partyband Lipstick.
2016 fanden trotz ungünstiger Wetterprognosen in etwa 15.000 Besucher am 23. und 24. April 2016 den Weg zur 16. Motorradsternfahrt durch Eis und Schnee nach Kulmbach. Headliner waren die „Die Toten Ärzte“.
2017 lockte das sonnige Wetter und die milden Temperaturen knapp 40.000 Motorrad- und Musikbegeisterte nach Kulmbach. Headliner am Samstagabend war die „Antenne Bayern Band“.
2018 fanden weit über 40.000 Biker und Besucher an beiden Tagen nach Kulmbach. Innenminister Joachim Herrmann präsentierte die neue Motorradbekleidung der Bayerischen Polizei, die analog zur neu eingeführten bayerischen Polizeiuniform in einem blauen Design gefertigt wurde. Headliner waren die „Die Toten Ärzte“.
2019 lockte, trotz der widrigen Wetterverhältnisse, das Gesamtprogramm an beiden Veranstaltungstagen rund 15.000 Besuchern auf das Veranstaltungsgelände der Kulmbacher Brauerei.
2023 endete eine dreijährige Pause. Es gab knapp 40.000 Besucher. Headliner war die deutsche Hardrock-Band Bonfire.
2024 Fröhlich, friedlich, fair – mehr als 30.000 Biker und Zweirad-Begeisterte haben am Sternfahrt-Wochenende in Kulmbach ein starkes Signal für mehr Achtsamkeit, Umsicht und Sicherheit im Straßenverkehr gesetzt.

## Errungenschaften der Motorradsternfahrt
Das Biker-Wochenende in Kulmbach ist nicht nur für Biker ein Ausflugsziel, sondern auch zunehmend für andere Besucher aus ganz Oberfranken. Von Jahr zu Jahr steigt auf diese Weise das Verständnis der nicht motorisierten Teilnehmer für Verkehrssituationen mit Motorradfahrern.
Ein sichtbarer Erfolg ist der Ausbau von Leitplankenunterfahrschutz, der das Unfallrisiko für Motorradfahrer verringern. Nach vereinzelt erfolgten Montagen soll nun die Anbringung deutlich ausgeweitet werden. Diese Entwicklung ist unter anderem auch durch eine Veranstaltung wie die Motorradsternfahrt getragen worden.

## Höhepunkte der Motorradsternfahrt

### Das Fahrsicherheitstraining
Das Absolvieren von qualifizierten Fahrsicherheitstrainings zum Saisonauftakt wird für Motorradfahrer als wichtige Voraussetzung für eine unfallfreie Saison angesehen. Da diese Trainings in Kulmbach auf dem Veranstaltungsgelände wegen der großen Zahl von Teilnehmern nicht umsetzbar wären, werden unter der Federführung des Landesverbandes Bayerischer Fahrlehrer seit 2005 an rund 28 Orten in ganz Bayern kostenlose Fahrsicherheitstrainings angeboten. Zwischen 700 und 1.200 Biker nehmen dieses Angebot jährlich in Anspruch.

### Der Motorradkorso
Am Sonntagmorgen fahren Motorradfahrer aus 30 Standorten Bayerns sternförmig nach Kulmbach ein. Von der Albert-Ruckdeschel-Straße startet der Konvoi durch die Kulmbacher Innenstadt zum Brauerei-Veranstaltungsgelände. Angeführt wird er traditionell vom Schirmherren, dem Bayerischen Innenminister.

### Die Motorradstaffeln
Tradition ist der Besuch ausländischer Motorradpolizisten mit ihren landestypischen Polizeifarben und Motorrädern. Jedes Jahr beteiligen sich über 100 Polizeimotorräder aus dem In- und Ausland am Stadtkorso durch Kulmbach. Mit dabei sind auch Abordnungen der Bundespolizei, der Bundeswehr, des BRK, ADAC, DLRG und des Arbeiter-Samariter-Bundes.

### Mitmach-Parcours zur Verkehrssicherheit
Im Rahmen des Mitmach-Parcours zur Verkehrssicherheit können alle Besucher der Sternfahrt ihr Wissen rund um die Themen Verkehrssicherheit und Erste Hilfe auffrischen. Bei realitätsnahen Unfallszenarien sind die Zuschauer auch zum Mitmachen aufgefordert und werden von Profis der Rettungsorganisationen beim Einleiten erster Rettungsmaßnahmen unterstützt.

## Der Sternfahrtpatch – gesticktes Symbol der Motorradsternfahrt
Der Polizeimotorradclub Blue Knights gehört seit der zweiten Veranstaltung fest zu den aktiven Unterstützern der Motorradsternfahrt.
Nach einem gemeinsamen Beschluss der bayerischen Blue Knights wurde 2005 erstmals der sogenannte Sternfahrtpatch (Patch = gestickter Aufnäher) entworfen, aufgelegt und in Kulmbach am Veranstaltungswochenende angeboten. Bereits dieser erste Patch konnte ausverkauft werden, weshalb eine Fortsetzung der Aktion nicht in Frage stand. Der komplette Reinerlös wurde noch während der Veranstaltung an MEHRSi, eine gemeinnützige Organisation, die sich für den Leitplankenunterfahrschutz einsetzt, gespendet.
Der Patch hat mittlerweile Kultstatus erlangt, findet reißenden Absatz und wird trotz Forderung nach höherer Stückzahl immer mit einer limitierten Auflage von 500 Stück hergestellt.
Insgesamt fanden so in den vergangenen 15 Jahren 7.500 Sternfahrtpatches einen Träger, wodurch eine bisherige Gesamtspendensumme in Höhe von 22.500 € für MEHRSi und somit für Motorradsicherheit erzielt wurde.
Das Motto der Veranstaltung Ankommen statt umkommen ziert auch die aktuelle Auflage.